# الکساندرا اولشا
 الکساندرا اولشا (انگلیسی: Aleksandra Olsza؛ زادهٔ ۸ دسامبر ۱۹۷۷) یک تنیس‌باز اهل لهستان است.